# 12. kongres Občanské demokratické strany
12. kongres ODS se konal 2. - 4. listopadu 2001 v Ostravě.

## Dobové souvislosti a témata kongresu
Kongres se konal jen několik měsíců před krátce před sněmovními volbami v roce 2002, v nichž měla ODS obhajovat svou politiku po roce 1998, kdy v rámci takzvané opoziční smlouvy tolerovala jednobarevnou menšinovou vládu ČSSD, a pokusit se opětovně získat přímou vládní účast. Rok 2002 byl označen za zlomový rok. V rámci kongresu vystoupil Václav Klaus, který mimo jiné ohlásil, že vyvodí z výsledků chystaných voleb osobní důsledky. Poprvé od roku 1997 se tak v ODS reálně objevila varianta budoucího vystřídání Václava Klause jiným předsedou. Klaus ovšem na tomto kongresu předsednický post obhájil. K menším změnám došlo v obsazení místopředsednických postů (jedním z nich se stal Ivan Langer, ačkoliv Václav Klaus ho výslovně na tomto postu odmítl). Velká část debaty byla věnována otázkám pozice Česka v Evropské unii a v rámci přístupových jednání kongres vyzval k „dojednání rovnoprávného členství, které nebude diskriminovat naše občany ani naše podnikatelské subjekty.“

## Personální složení vedení ODS po kongresu
- Předseda - Václav Klaus
- Místopředsedové - Miroslav Beneš, Ivan Langer, Petr Nečas, Jan Zahradil
- Výkonná rada ODS - Jan Bürgermeister, Milan Cabrnoch, Jiří Červenka, Petr Duchoň, Hynek Fajmon, Jan Klas, Ivan Kosatík, Jan Koukal, Jaroslav Kubera, František Laudát, Miroslav Levora, Ctirad Otta, Miroslav Ouzký, František Pejřil, Miloslav Plass, Michal Rabas, Martin Říman, Vlastimil Sehnal, Přemysl Sobotka, Milan Šmíd, Evžen Tošenovský, Vladislav Vilímec, Oldřich Vlasák, Tom Zajíček, Jaroslav Zvěřina[3]